# Morti nel 1996/Maggio
| Questa pagina contiene informazioni ricavate automaticamente dalle voci biografiche con l'ausilio del template Bio e di un bot. L'aggiornamento è periodico e automatico e ricostruisce completamente la pagina. Se manca una persona in questa lista, sei pregato di non aggiungerla, ma accertati piuttosto che la sua voce biografica contenga il template Bio e che i dati anagrafici siano correttamente compilati. Se il template Bio manca, inseriscilo tu stesso o, in alternativa, metti l'avviso {{tmp\|Bio}} che ne segnala la mancanza. Se i dati riportati sono sbagliati, correggi direttamente la voce biografica; le modifiche saranno visibili in questa lista entro pochi giorni. Per chiarimenti vedi il progetto biografie. La lista contiene solo le 123 persone che sono citate nell'enciclopedia e per le quali è stato implementato correttamente il template Bio. Pagina aggiornata al 18 ago 2025. |

- 1º maggio - Herbert Brownell, politico statunitense (n. 1904)
- 1º maggio - Enzo Garavoglia, calciatore italiano (n. 1920)
- 1º maggio - Raffaele Guaita, calciatore italiano (n. 1922)
- 1º maggio - Eric Houghton, calciatore e allenatore di calcio inglese (n. 1910)
- 1º maggio - David M. Kennedy, banchiere, politico e diplomatico statunitense (n. 1905)
- 1º maggio - Luana Patten, attrice statunitense (n. 1938)
- 2 maggio - Emile Habibi, scrittore e politico palestinese (n. 1922)
- 2 maggio - Gaetano Illuminati, politico e partigiano italiano (n. 1923)
- 2 maggio - Danny Kamekona, attore statunitense (n. 1935)
- 2 maggio - Hamlet Mxit'aryan, calciatore sovietico (n. 1962)
- 2 maggio - María Luisa Ponte, attrice spagnola (n. 1918)
- 2 maggio - Teopisto Valderrama Alberto, arcivescovo cattolico filippino (n. 1912)
- 3 maggio - Dimitri Fampas, chitarrista greco (n. 1921)
- 3 maggio - Donald G. Fink, ingegnere elettrotecnico statunitense (n. 1911)
- 3 maggio - Tim Gullikson, tennista statunitense (n. 1951)
- 3 maggio - Maxim Hermaniuk, arcivescovo cattolico ucraino (n. 1911)
- 3 maggio - Hermann Kesten, romanziere, drammaturgo e editore tedesco (n. 1900)
- 3 maggio - Ray Stevens, wrestler statunitense (n. 1935)
- 3 maggio - Jack Weston, attore statunitense (n. 1924)
- 5 maggio - Ai Qing, poeta e pittore cinese (n. 1910)
- 5 maggio - Elisabetta Fiorentini, scrittrice e giornalista italiana (n. 1933)
- 5 maggio - Aldo Vettori, calciatore e allenatore di calcio italiano (n. 1903)
- 6 maggio - Wally Nightingale, chitarrista inglese (n. 1956)
- 6 maggio - Massimo Rao, artista italiano (n. 1950)
- 6 maggio - Léon-Joseph Suenens, cardinale e arcivescovo cattolico belga (n. 1904)
- 7 maggio - Franco Coggiola, etnomusicologo e archivista italiano (n. 1939)
- 8 maggio - Luis Miguel Dominguín, torero spagnolo (n. 1926)
- 8 maggio - Robert Geib, calciatore lussemburghese (n. 1911)
- 8 maggio - Luigi Giuseppe Jacchia, astronomo italiano (n. 1910)
- 8 maggio - Mr. Sebastian, piercer e imprenditore britannico (n. 1933)
- 8 maggio - José Lázaro Robles, calciatore brasiliano (n. 1924)
- 8 maggio - Karl Ullrich, generale tedesco (n. 1910)
- 9 maggio - Luciano Angeloni, arcivescovo cattolico italiano (n. 1917)
- 9 maggio - Ferdinando D'Ambrosio, politico italiano (n. 1908)
- 9 maggio - Václav Kokštejn, calciatore cecoslovacco (n. 1923)
- 10 maggio - Gerd Duwner, attore, doppiatore e conduttore radiofonico tedesco (n. 1925)
- 10 maggio - Nicola Giordano, chimico italiano (n. 1931)
- 10 maggio - Luigi Ilardo, mafioso italiano (n. 1951)
- 10 maggio - Stefano Jacomuzzi, scrittore e critico letterario italiano (n. 1924)
- 10 maggio - Ezio Triccoli, maestro di scherma e schermidore italiano (n. 1915)
- 11 maggio - Nnamdi Azikiwe, scrittore e politico nigeriano (n. 1904)
- 11 maggio - Rob Hall, alpinista neozelandese (n. 1961)
- 11 maggio - Øivind Johannessen, allenatore di calcio e calciatore norvegese (n. 1924)
- 11 maggio - Ademir Marques de Menezes, calciatore brasiliano (n. 1922)
- 11 maggio - Yasuko Namba, alpinista giapponese (n. 1949)
- 11 maggio - Vittorio Sala, regista e sceneggiatore italiano (n. 1918)
- 11 maggio - Ivan Vyšnevs'kyj, calciatore sovietico (n. 1957)
- 11 maggio - Maria de los Dolores di Borbone-Due Sicilie, principessa spagnola (n. 1909)
- 12 maggio - Mohamed Abdel Rahman, schermidore egiziano (n. 1915)
- 12 maggio - Oscar Pelosi, pittore e incisore italiano (n. 1938)
- 13 maggio - Patsy Montana, cantante statunitense (n. 1908)
- 14 maggio - Marian Barone, ginnasta statunitense (n. 1924)
- 14 maggio - Fulvio Bianconi, artista, designer e grafico italiano (n. 1915)
- 14 maggio - Vera Chapman, scrittrice britannica (n. 1898)
- 14 maggio - Jan Hertl, calciatore cecoslovacco (n. 1929)
- 14 maggio - Adolf Rambold, ingegnere e inventore tedesco (n. 1900)
- 14 maggio - Dick Randall, produttore cinematografico e sceneggiatore statunitense (n. 1926)
- 14 maggio - Adone Stellin, calciatore italiano (n. 1921)
- 14 maggio - Leopold Šťastný, calciatore cecoslovacco (n. 1911)
- 15 maggio - Lino Cappelletti, cestista italiano (n. 1933)
- 15 maggio - Barton Heyman, attore statunitense (n. 1937)
- 15 maggio - Paul Nogier, docente francese (n. 1908)
- 15 maggio - Marc Quiblier, cestista francese (n. 1925)
- 15 maggio - Giovanni Viale, politico italiano (n. 1910)
- 16 maggio - Danilo Alvim, calciatore e allenatore di calcio brasiliano (n. 1920)
- 16 maggio - Edgar Ortenberg, violinista ungherese (n. 1900)
- 17 maggio - Ali Shah di Terengganu, sovrano malese (n. 1914)
- 17 maggio - Luigi Buzio, politico e sindacalista italiano (n. 1915)
- 17 maggio - Kevin Gilbert, cantautore e musicista statunitense (n. 1966)
- 17 maggio - Emanuele Lisi, politico italiano (n. 1915)
- 17 maggio - Johnny "Guitar" Watson, chitarrista e cantante statunitense (n. 1935)
- 18 maggio - Giulio Bollati, editore e italianista italiano (n. 1924)
- 18 maggio - Mario Braggiotti, pianista e compositore italiano (n. 1905)
- 18 maggio - Chet Forte, cestista, regista e produttore televisivo statunitense (n. 1935)
- 19 maggio - John Beradino, attore e giocatore di baseball statunitense (n. 1917)
- 19 maggio - Herbert Büchs, generale tedesco (n. 1913)
- 19 maggio - Jake Ford, cestista statunitense (n. 1945)
- 20 maggio - Lewis Combs, militare statunitense (n. 1895)
- 20 maggio - Willi Daume, cestista, dirigente sportivo e imprenditore tedesco (n. 1913)
- 20 maggio - Filiberto Manzo, cestista messicano (n. 1930)
- 20 maggio - Jon Pertwee, attore britannico (n. 1919)
- 21 maggio - Vladimir Beljakov, ginnasta sovietico (n. 1918)
- 21 maggio - Raffaele Di Paco, ciclista su strada e pistard italiano (n. 1908)
- 21 maggio - Carlo Ferrari, ingegnere italiano (n. 1903)
- 21 maggio - Federico Gentile, editore italiano (n. 1904)
- 21 maggio - Lash LaRue, attore statunitense (n. 1917)
- 21 maggio - Fritz Ligges, cavaliere tedesco (n. 1938)
- 21 maggio - Maurice Piot, schermidore francese (n. 1912)
- 23 maggio - Abū ʿUbayda al-Banshīrī, terrorista egiziano (n. 1950)
- 23 maggio - Sim Iness, discobolo statunitense (n. 1930)
- 23 maggio - Bernhard Klodt, calciatore tedesco (n. 1926)
- 23 maggio - Peter Pasetti, attore e doppiatore tedesco (n. 1916)
- 23 maggio - Evgenij Rodionov, militare russo (n. 1977)
- 23 maggio - Hrant Šahinyan, ginnasta sovietico (n. 1923)
- 24 maggio - John Abbott, attore britannico (n. 1905)
- 24 maggio - Jorge Bolaños, calciatore ecuadoriano (n. 1944)
- 24 maggio - José Cuatrecasas, botanico spagnolo (n. 1903)
- 24 maggio - Jacob Druckman, compositore statunitense (n. 1928)
- 24 maggio - Johan Kraag, politico surinamese (n. 1913)
- 24 maggio - Rudolf Naumann, archeologo e storico dell'architettura tedesco (n. 1910)
- 24 maggio - Lois Pereiro, poeta e scrittore spagnolo (n. 1958)
- 24 maggio - Norman René, regista statunitense (n. 1951)
- 25 maggio - Renzo De Felice, storico italiano (n. 1929)
- 25 maggio - Bradley Nowell, cantautore e musicista statunitense (n. 1968)
- 25 maggio - Vladimir Uchov, marciatore sovietico (n. 1924)
- 26 maggio - Haika Grossman, politica e partigiana polacca (n. 1919)
- 26 maggio - Gerard Hallock, hockeista su ghiaccio statunitense (n. 1905)
- 26 maggio - Milan Ribar, allenatore di calcio e calciatore jugoslavo (n. 1930)
- 27 maggio - Martín Jiménez, cestista portoricano (n. 1934)
- 27 maggio - Enrico Marescalchi, militare italiano (n. 1916)
- 28 maggio - Walter Brandi, attore e produttore cinematografico italiano (n. 1928)
- 28 maggio - George Kojac, nuotatore statunitense (n. 1910)
- 28 maggio - Pieter Johannes Sijpesteijn, papirologo olandese (n. 1934)
- 29 maggio - Ole Berntsen, velista danese (n. 1915)
- 29 maggio - John Riley Kane, militare e aviatore statunitense (n. 1907)
- 29 maggio - Antonín Mrkos, astronomo ceco (n. 1918)
- 29 maggio - Tamara Tumanova, ballerina, coreografa e attrice sovietica (n. 1919)
- 30 maggio - Léon-Étienne Duval, cardinale e arcivescovo cattolico francese (n. 1903)
- 30 maggio - Alo Mattiisen, cantante estone (n. 1961)
- 31 maggio - Cliff Holton, calciatore inglese (n. 1929)
- 31 maggio - Luciano Lama, sindacalista, politico e partigiano italiano (n. 1921)
- 31 maggio - Timothy Leary, scrittore, psicologo e attore statunitense (n. 1920)
- 31 maggio - Evelyn Lovequist, attrice e modella statunitense (n. 1931)